# Jan Cieplak
Jan Feliks Cieplak (ur. 17 sierpnia 1857 w Dąbrowie Górniczej, zm. 17 lutego 1926 w Passaic, New Jersey) – arcybiskup metropolita wileński, sufragan mohylewski, Sługa Boży Kościoła katolickiego.

## Życiorys
Urodził się w kolonii Reden pod Dąbrową w powiecie będzińskim jako syn Jacentego Cieplaka (25 lat), górnika z kolonii Reden i Julianny z Bugajskich (22 lata, zmarła 21 XII 1859). Miał przyrodniego brata Stanisława (ur. 1879). Ochrzczony został 23 sierpnia 1857 w kościele św. Trójcy w Będzinie.
W latach 1869–1873 uczył się w gimnazjum klasycznym w Kielcach, a następnie studiował w tamtejszym seminarium duchownym, które ukończył w 1878. W 1882 ukończył Akademię Duchowną w Petersburgu.
Święcenia kapłańskie otrzymał 24 lipca 1881. Został adiunktem na tejże akademii, wykładał archeologię biblijną, liturgię, teologię moralną, uczył też śpiewu kościelnego. W 1901 otrzymał stopień doktora teologii za rozprawę De momento, quo transsubstantiatio in Augustissimo Missae Sacrificio peragitur.
7 grudnia 1908 został w Petersburgu konsekrowany na biskupa pomocniczego mohylewskiego. W 1909 r. poświęcił nowo powstały kościół parafialny Polonii w Harbinie, pod wezwaniem św. Stanisława. Wielokrotnie karany przez władze rosyjskie za wygłaszanie patriotycznych kazań i udział w manifestacjach narodowych. Od 6 sierpnia 1914 został administratorem archidiecezji mohylewskiej.
Po rewolucji lutowej i obaleniu caratu w 1917 uczestniczył w posiedzeniach Komisji Likwidacyjnej do spraw Królestwa Polskiego. Już po przewrocie bolszewickim (rewolucji październikowej) został 29 kwietnia 1919 mianowany arcybiskupem tytularnym Ochrydy. Jako najstarszy rangą przedstawiciel kościoła rzymskokatolickiego w Rosji Sowieckiej był dwukrotnie aresztowany w latach 1920 i 1921. Oskarżony o stawianie oporu wobec władzy sowieckiej w trakcie prowadzonej rekwizycji kosztowności należących do Kościoła (przestępstw z art. 16. 62, 69, f 119).
W dniach 21–25 marca 1923 sądzono go w Moskwie na procesie pokazowym. Wraz z 14 innymi duchownymi został skazany na karę śmierci za „podżeganie do buntu poprzez zabobony”. Pod naciskiem światowej opinii publicznej i po ostrzeżeniu ze strony rządu polskiego wyrok zamieniono na 10 lat więzienia. W 1924 wydalono go z ZSRR i przez Rygę udał się 12 kwietnia 1924 do Polski.
W kwietniu 1924 został odznaczony w Warszawie odznaką wojskową za wybitne zasługi czcigodnego pasterza w Rosji w okresie 1917–1919. Następnie wyjechał do Rzymu, gdzie zamieszkał w Kolegium Polskim i przebywał do drugiej połowy 1925. W 1925 z więzienia sokolnickiego w Moskwie zostało zwolnionych ośmiu księży współoskarżonych w procesie bp. Cieplaka.
7 listopada 1925 został odznaczony Wielką Wstęgą Orderu Odrodzenia Polski. 14 grudnia 1925 biskup Cieplak został wyznaczony na arcybiskupa Wilna, zmarł jednak przed objęciem stanowiska. 16 marca 1926 pochowany został w katedrze wileńskiej. W pogrzebie uczestniczył Prezydent RP Stanisław Wojciechowski.

## Upamiętnienie

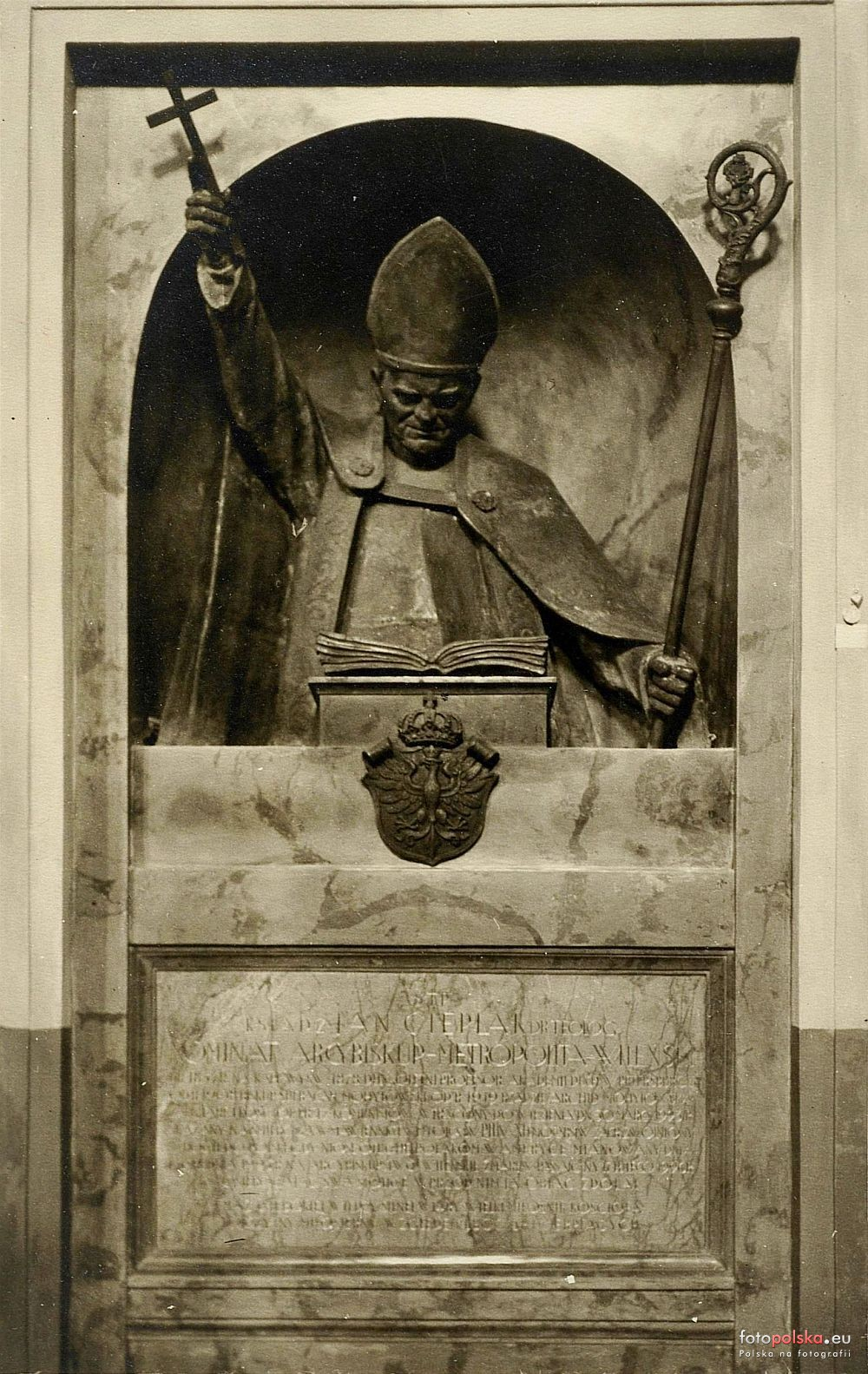
Popiersie i tablica nagrobna z 1929 roku w katedrze wileńskiej (zniszczone po 1945 roku)

- Po jego śmierci w 1926 ukazała się publikacja pt. Pośmiertne wspomnienia pierwszego arcypasterza metropolji wileńskiej ś. p. Ks. Arcybiskupa Jana Cieplaka[12].
- W katedrze w Wilnie umieszczono wykonany przez prof. Bolesława Bałzukiewicza w 1929 r. nagrobek biskupa. Pomnik ten został zniszczony po 1945 roku, gdy miejscowe władze kazały usunąć popiersie, godło i tablicę. W 1994 r. w pustej niszy i miejscu po tablicy umieszczono popiersie biskupa litewskiego pochodzenia Jerzego Matulewicza.
- Jan Lechoń poświęcił mu wiersz Arcybiskup Cieplak (1952)[13].
- Od 23 czerwca 1952 w Rzymie toczy się proces przygotowawczy do beatyfikacji Sługi Bożego Jana Cieplaka.